# Спортно училище „Ген. Владимир Стойчев“
Националното спортно училище „Генерал Владимир Стойчев“ е средно общообразователно училище с обучение от шести до дванадесети клас. Випускниците, положили успешно матура, получават Диплома за средно образование, с която могат да кандидатстват във висши учебни заведения в България и в чужбина. Освен общообразователната програма се преподават дисциплини, свързани със спорта, като например „Теория и методика на спортната тренировка“, „Спортно право“, „Спортен мениджмънт“, чуждоезична подготовка, свързана със спорта и др.

## История
Това е първото спортно училище в София. Открито е на 1 септември 1974 г. под методическото ръководство на ВИФ, днес НСА. От 1 октомври 1975 г. до 1997 г. е ведомствено училище „Чавдар“ към МО и развива 30 вида спорт. От 1998 г. е държавно към МОН, а от 2003 г. – към ММС, сега Министерство на физическото възпитание и спорта. От 1987 г. училището неизменно е сред водещите в страната по постигнатите резултати в спортната и общообразователната подготовка. За ученици от провинцията е осигурено общежитие.
В 45-годишната история на СУ „Генерал Владимир Стойчев“ възпитаниците на училището са спечелили 15 олимпийски медала и още 480 отличия от световни и европейски първенства и световни купи за мъже, жени, юноши и девойки.
Олимпийски медалисти, които са възпитаници на СУ „Генерал Владимир Стойчев“ и шампиони на ЦСКА, са шампионката от Пекин`2008 в гребането Румяна Нейкова, двукратната олимпийска шампионка в спортната стрелба Мария Гроздева, първата олимпийска шампионка на училището Таня Богомилова, сребърните медалисти Весела Лечева (спортна стрелба) и Адриана Дунавска (художествена гимнастика) и носителите на бронзови отличия от олимпиади Мартин Маринов (кану-каяк), Диана Дудева (спортна гимнастика), Адриан Душев (кану-каяк), Евгени Щерев (карате) 1992 г. и Кирил Терзиев (борба свободен стил).